# Campionato Italiano Rally
Il Campionato Italiano Rally (molto spesso abbreviato come CIR), dal 2022 Campionato Italiano Assoluto Rally Sparco (noto come CIAR Sparco) è il più importante campionato automobilistico per vetture da rally, organizzato dall'organizzazione ACI Sport, a livello nazionale. Composto da una serie di prove di rally sul territorio nazionale, su asfalto e su terra, che assegnano al termine di ogni stagione il titolo nazionale della specialità.

## Descrizione
Il Campionato Italiano Rally è composto da un numero variabile di gare che vengono disputate in varie Regioni italiane tra la primavera e l'autunno. In particolare è composto da gare di abilità e a cronometro da disputare su diversi fondi stradali, per le quali il regolamento più recente prevede una lunghezza minima del percorso pari a 150 km per le gare su asfalto, mentre un minimo di 120 km per le gare su terra.
Dal 2022 il massimo campionato italiano sarà composto solamente da 7 gare su asfalto.
Il Campionato nasce negli anni Sessanta organizzato dall’allora ACI-CSAI, oggi ACI Sport.
Legato, soprattutto nei suoi primi anni, alla storia sportiva della Lancia che ne ha vinte ben 27 edizioni, il Campionato Italiano Rally dimostra con il passare del tempo di essere uno dei campionati più validi e completi della specialità.
Grandi campioni si sono affrontati lungo le prove speciali di questo Campionato, così come alcune delle manifestazioni che ne hanno fatto da sempre parte, come il Rally di Sanremo, sono poi diventate appuntamenti del Campionato del Mondo Rally.
Negli anni più recenti il CIR è diventato anche serie propedeutica per giovani piloti che hanno mosso qui i primi passi a livello internazionale puntando ad una partecipazione in pianta stabile nel WRC.

## Albo d'oro

### Vittorie piloti

Paolo Andreucci, undici volte campione italiano rally tra il 2001 e il 2018.

Dario Cerrato, sei volte campione italiano rally tra il 1985 e il 1991.

| Stagione | Primo pilota          | Secondo pilota                   | Marca            | Modello                   | Note |
| -------- | --------------------- | -------------------------------- | ---------------- | ------------------------- | ---- |
| 1961     | Luigi Marsaglia       | Moroni Prada                     | Fiat             | 1100/103 TV               |      |
| 1962     | Arnaldo Cavallari     |                                  | Alfa Romeo       | Giulietta TI              |      |
| 1963     | Arnaldo Cavallari     |                                  | Alfa Romeo       | Giulietta TI              |      |
| 1964     | Arnaldo Cavallari     |                                  | Alfa Romeo       | Giulia GT                 |      |
| 1965     | Enzo Martoni          |                                  | Lancia           | Fulvia 2C                 |      |
| 1966     | Leo Cella             |                                  | Lancia           | Fulvia 1.3 Coupé HF       |      |
| 1967     | Sandro Munari         | Luciano Lombardini               | Lancia           | Fulvia 1.3 Coupé HF       |      |
| 1968     | Arnaldo Cavallari     | Dante Salvay                     | Lancia           | Fulvia 1.3 Coupé HF       |      |
| 1969     | Sandro Munari         | Arnaldo Bernacchini              | Lancia           | Fulvia 1.3 Coupé HF       |      |
| 1970     | Alcide Paganelli      | Ninni Russo                      | Fiat             | 124 Sport Spider          |      |
| 1971     | Sergio Barbasio       | Piero Sodano                     | Lancia           | Fulvia 1.6 Coupé HF       |      |
| 1972     | Sergio Barbasio       | Piero Sodano                     | Lancia           | Fulvia 1.6 Coupé HF       |      |
| 1973     | Amilcare Ballestrieri | Silvio Maiga                     | Lancia           | Fulvia 1.6 Coupé HF       |      |
| 1974     | Maurizio Verini       | Gino Macaluso                    | Fiat             | 124 Abarth Rally          |      |
| 1975     | Roberto Cambiaghi     | Emanuele Sanfront                | Fiat             | 124 Abarth Rally          |      |
| 1976     | Tony Fassina          | Mauro Mannini                    | Lancia           | Stratos HF                |      |
| 1977     | Mauro Pregliasco      | Vittorio Reisoli                 | Lancia           | Stratos HF                |      |
| 1978     | Adartico Vudafieri    | Mauro Mannini                    | Lancia           | Stratos HF                |      |
| 1979     | Tony Fassina          | Mauro Mannini                    | Lancia           | Stratos HF                |      |
| 1980     | Adartico Vudafieri    | Fabio Penariol                   | Fiat             | 131 Abarth                |      |
| 1981     | Tony Fassina          | Rudy Dal Pozzo                   | Opel             | Ascona 400                |      |
| 1982     | Tonino Tognana        | Max De Antoni                    | Ferrari - Lancia | 308 GTB - Rally 037       |      |
| 1983     | Miki Biasion          | Tiziano Siviero                  | Lancia           | Rally 037                 |      |
| 1984     | Adartico Vudafieri    | Luigi Pirollo                    | Lancia           | Rally 037                 | Open |
|          | Paolo Fabbri          | Paolo Cecchini                   | Fiat             | Ritmo Abarth 125 TC       |      |
| 1985     | Dario Cerrato         | Giuseppe Cerri                   | Lancia           | Rally 037                 | Open |
|          | Fabrizio Tabaton      | Luciano Tedeschini               | Lancia           | Rally 037                 |      |
| 1986     | Dario Cerrato         | Giuseppe Cerri                   | Lancia           | Delta S4                  | Open |
|          | Dario Cerrato         | Giuseppe Cerri                   | Lancia           | Delta S4                  |      |
| 1987     | Michele Rayneri       | Carlo Cassina                    | Lancia           | Rally 037                 | Gr.B |
|          | Fabrizio Tabaton      | Luciano Tedeschini               | Lancia           | Delta HF 4WD              | Gr.A |
| 1988     | Dario Cerrato         | Giuseppe Cerri                   | Lancia           | Delta HF 4WD              |      |
| 1989     | Dario Cerrato         | Giuseppe Cerri                   | Lancia           | Delta Integrale           |      |
| 1990     | Dario Cerrato         | Giuseppe Cerri                   | Lancia           | Delta Integrale 16v       |      |
| 1991     | Dario Cerrato         | Giuseppe Cerri                   | Lancia           | Delta Integrale 16v       |      |
| 1992     | Piergiorgio Deila     | Pierangelo Scalvini              | Lancia           | Delta HF Integrale        |      |
| 1993     | Gilberto Pianezzola   | Loris Roggia                     | Lancia           | Delta HF Integrale        |      |
| 1994     | Gianfranco Cunico     | Stefano Evangelisti              | Ford             | Escort RS Cosworth        |      |
| 1995     | Gianfranco Cunico     | Stefano Evangelisti              | Ford             | Escort RS Cosworth        |      |
| 1996     | Gianfranco Cunico     | Pierangelo Scalvini              | Ford             | Escort RS Cosworth        |      |
| 1997     | Andrea Dallavilla     | Danilo Fappani                   | Subaru           | Impreza 555               |      |
| 1998     | Andrea Aghini         | Loris Roggia                     | Toyota           | Corolla WRC               |      |
| 1999     | Andrea Aghini         | Loris Roggia                     | Toyota           | Corolla WRC               |      |
| 2000     | Piero Longhi          | Lucio Baggio                     | Toyota           | Corolla WRC               |      |
| 2001     | Paolo Andreucci       | Alessandro Giusti/Anna Andreussi | Ford             | Focus WRC                 |      |
| 2002     | Renato Travaglia      | Flavio Zanella                   | Peugeot          | 206 WRC                   |      |
| 2003     | Paolo Andreucci       | Anna Andreussi                   | Fiat             | Fiat Punto S1600          |      |
| 2004     | Andrea Navarra        | Simona Fedeli                    | Subaru           | Impreza WRX               |      |
| 2005     | Piero Longhi          | Maurizio Imerito                 | Subaru           | Impreza WRX               |      |
| 2006     | Paolo Andreucci       | Anna Andreussi                   | Fiat             | Grande Punto Abarth S2000 |      |
| 2007     | Giandomenico Basso    | Mitia Dotta                      | Fiat             | Grande Punto Abarth S2000 |      |
| 2008     | Luca Rossetti         | Matteo Chiarcossi                | Peugeot          | 207 S2000                 |      |
| 2009     | Paolo Andreucci       | Anna Andreussi                   | Peugeot          | 207 S2000                 |      |
| 2010     | Paolo Andreucci       | Anna Andreussi                   | Peugeot          | 207 S2000                 |      |
| 2011     | Paolo Andreucci       | Anna Andreussi                   | Peugeot          | 207 S2000                 |      |
| 2012     | Paolo Andreucci       | Anna Andreussi                   | Peugeot          | 207 S2000                 |      |
| 2013     | Umberto Scandola      | Guido D'Amore                    | Škoda            | Fabia S2000               |      |
| 2014     | Paolo Andreucci       | Anna Andreussi                   | Peugeot          | 208 T16 R5                |      |
| 2015     | Paolo Andreucci       | Anna Andreussi                   | Peugeot          | 208 T16 R5                |      |
| 2016     | Giandomenico Basso    | Lorenzo Granai                   | Ford             | Fiesta R5                 |      |
| 2017     | Paolo Andreucci       | Anna Andreussi                   | Peugeot          | 208 T16 R5                |      |
| 2018     | Paolo Andreucci       | Anna Andreussi                   | Peugeot          | 208 T16 R5                |      |
| 2019     | Giandomenico Basso    | Lorenzo Granai                   | Škoda            | Fabia R5                  |      |
| 2020     | Andrea Crugnola       | Pietro Elia Ometto               | Citroën          | C3 R5                     |      |
| 2021     | Giandomenico Basso    | Lorenzo Granai                   | Škoda            | Fabia R5                  |      |
| 2022     | Andrea Crugnola       | Pietro Elia Ometto               | Citroën          | C3 Rally2                 |      |
| 2023     | Andrea Crugnola       | Pietro Elia Ometto               | Citroën          | C3 Rally2                 |      |
| 2024     | Andrea Crugnola       | Pietro Elia Ometto               | Citroën          | C3 Rally2                 |      |

### Vittorie costruttori

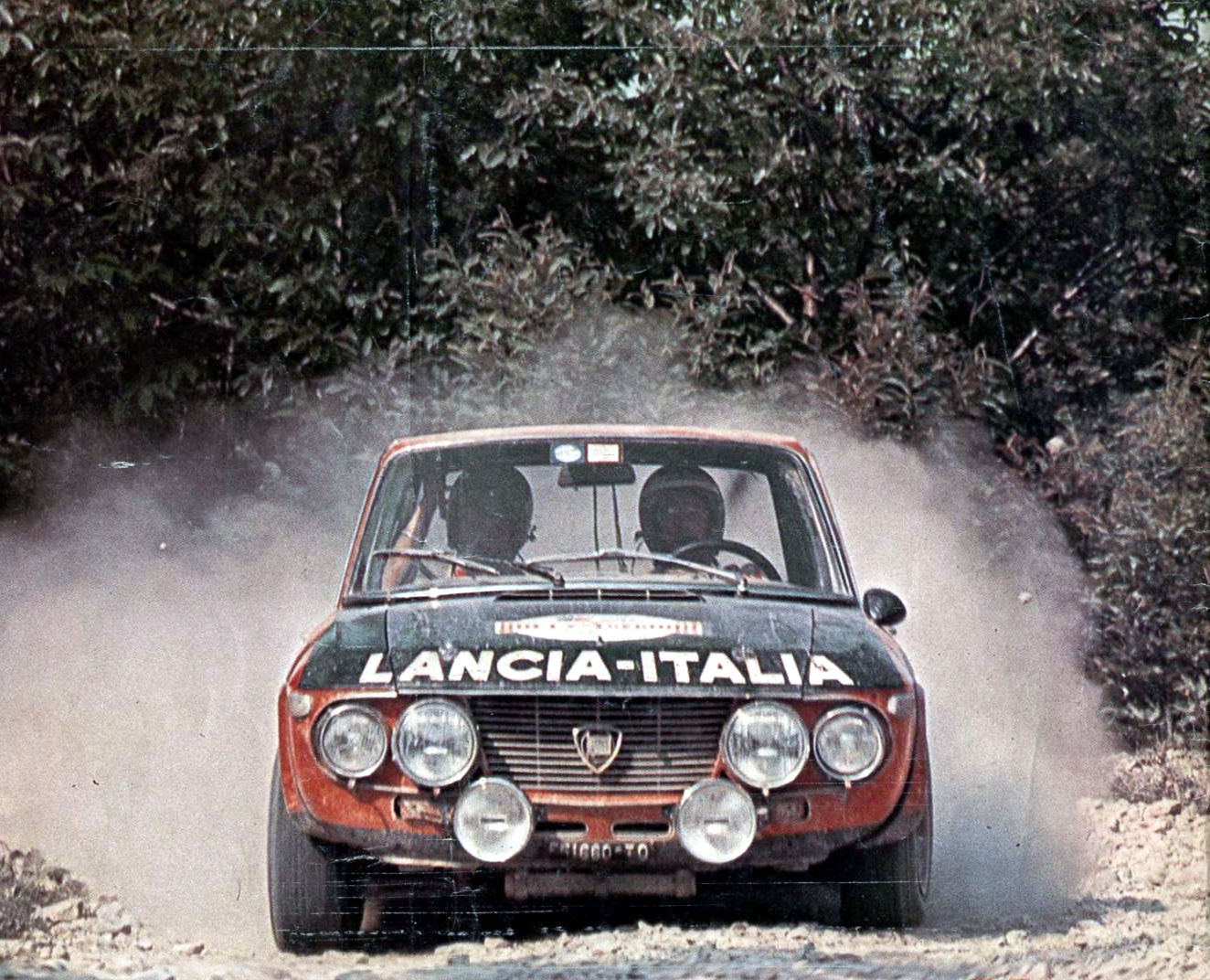
Lancia (qui con la Fulvia Coupé HF) è il costruttore più vincente nel campionato italiano con 24 titoli marche, di cui 12 consecutivi.

| Costruttore | Totale | Stagioni |
| ----------- | ------ | --- |
| Lancia      | 24     | 1965, 1966, 1967, 1968, 1969, 1971, 1972, 1973, 1976, 1977, 1978, 1979, 1982, 1983, 1984, 1985, 1986, 1987, 1988, 1989, 1990, 1991, 1992, 1993 |
| Peugeot     | 10     | 2002, 2008, 2009, 2010, 2011, 2012, 2013, 2014, 2015, 2017                                                                                     |
| Fiat        | 9      | 1961, 1970, 1974, 1975, 1980, 1985, 2003, 2006, 2007                                                                                           |
| Ford        | 6      | 1994, 1995, 1996, 2001, 2016, 2018 |
| Skoda       | 6      | 2019, 2020, 2021, 2022, 2023, 2024 |
| Toyota      | 3      | 1998, 1999, 2000 |
| Subaru      | 3      | 1997, 2004, 2005 |
| Alfa Romeo  | 3      | 1962, 1963, 1964 |
| Ferrari     | 1      | 1982 |
| Opel        | 1      | 1981 |

### Plurivincitori
- 11 volte: Paolo Andreucci
- 6 volte: Dario Cerrato
- 4 volte: Arnaldo Cavallari, Giandomenico Basso, Andrea Crugnola
- 3 volte: Gianfranco Cunico, Adartico Vudafieri, Tony Fassina
- 2 volte: Sandro Munari, Sergio Barbasio, Fabrizio Tabaton, Andrea Aghini, Piero Longhi